# Alkī Oroklini
L'Alkī Oroklini (in greco: Αλκή Ορόκλινη) è stata una società calcistica cipriota con sede nella città di Larnaca.

## Storia
È stato fondato nel 1979.

## Palmarès

### Competizioni nazionali
- B' Katīgoria: 1

2016-2017
- D' Katīgoria: 1

2014-2015

## Organico

### Rosa 2020-2021
Aggiornata al 3 ottobre 2020.
| N. |                    | Ruolo | Calciatore                     |
| -- | ------------------ | ----- | ------------------------------ |
| 1  | Cipro (bandiera)   | P     | Panayiotis Panayiotou          |
| 2  | Cipro (bandiera)   | C     | Costas Charalambous (capitano) |
| 3  | Cipro (bandiera)   | D     | Nicos Efthymiou                |
| 4  | Cipro (bandiera)   | D     | Thanasis Liasides              |
| 5  | Brasile (bandiera) | D     | João Leonardo                  |
| 6  | Cipro (bandiera)   | D     | Sotiris Finiris                |
| 7  | Cipro (bandiera)   | C     | Giorgos Siapanis               |
| 8  | Cipro (bandiera)   | C     | Marios Poutziouris             |
| 9  | Nigeria (bandiera) | A     | Victor Olatunji                |
| 10 | Uruguay (bandiera) | C     | Facundo Guichón                |
| 11 | Grecia (bandiera)  | A     | Manolis Rovithis               |
| 12 | Cipro (bandiera)   | A     | Andreas Artemiou               |

| N. |                     | Ruolo | Calciatore              |
| -- | ------------------- | ----- | ----------------------- |
| 14 | Cipro (bandiera)    | C     | Giorgos Katsiatis       |
| 15 | Cipro (bandiera)    | A     | Charalambos Aristodemou |
| 17 | Liberia (bandiera)  | C     | Theo Weeks              |
| 18 | Croazia (bandiera)  | P     | Ivan Kelava             |
| 19 | Bulgaria (bandiera) | D     | Hristian Foti           |
| 20 | Cipro (bandiera)    | C     | Charalambos Mouzouros   |
| 21 | Cipro (bandiera)    | D     | Chrysostomos Filippou   |
| 22 | Francia (bandiera)  | D     | Mamadou Wagué           |
| 23 | Cipro (bandiera)    | C     | Leandros Lillis         |
| 25 | Cipro (bandiera)    | P     | Kyriacos Antoniou       |
| 27 | Cipro (bandiera)    | C     | Ploutarchos Aloneftis   |

### Rosa 2019-2020
Aggiornata al 18 luglio 2020.
| N. |                       | Ruolo | Calciatore             |
| -- | --------------------- | ----- | ---------------------- |
| 2  | Cipro (bandiera)      | D     | Kostas Charalampous    |
| 5  | Cipro (bandiera)      | C     | Nikolas Manoli         |
| 6  | Cipro (bandiera)      | D     | Andreas Vasiliou       |
| 9  | Portogallo (bandiera) | A     | Romeu Torres           |
| 10 | Brasile (bandiera)    | A     | Adriano Paulista       |
| 11 | Cipro (bandiera)      | A     | Stavrinos Konstantinou |
| 13 | Brasile (bandiera)    | C     | Geandro                |
| 15 | Cipro (bandiera)      | A     | Chrysostomos Chrysou   |
| 19 | Bulgaria (bandiera)   | D     | Hristian Foti          |
| 20 | Brasile (bandiera)    | C     | Eduardo Nardini        |
| 21 | Venezuela (bandiera)  | P     | Rafael Quiñónes        |
| 22 | Cipro (bandiera)      | P     | Giorgos Panagi         |

| N. |                       | Ruolo | Calciatore          |
| -- | --------------------- | ----- | ------------------- |
| 23 | Grecia (bandiera)     | A     | Stefanos Regakos    |
| 25 | Argentina (bandiera)  | D     | Emanuel Bocchino    |
| 32 | Albania (bandiera)    | D     | Harallamb Qaqi      |
| 88 | Cipro (bandiera)      | P     | Alexander Špoljarić |
|    | Spagna (bandiera)     | D     | Asier Arranz        |
|    | Cipro (bandiera)      | D     | Nikos Efthymiou     |
|    | Cipro (bandiera)      | C     | Marios Poutziouris  |
|    | Grecia (bandiera)     | A     | Manolis Rovithis    |
|    | Cipro (bandiera)      | D     | Sotiris Finiris     |
|    | Cipro (bandiera)      | A     | Georgios Siapanis   |
|    | Portogallo (bandiera) | A     | Rogério Silva       |
|    | Cipro (bandiera)      | D     | Thanasis Liasidis   |